# Via do xikimato (shikimato)

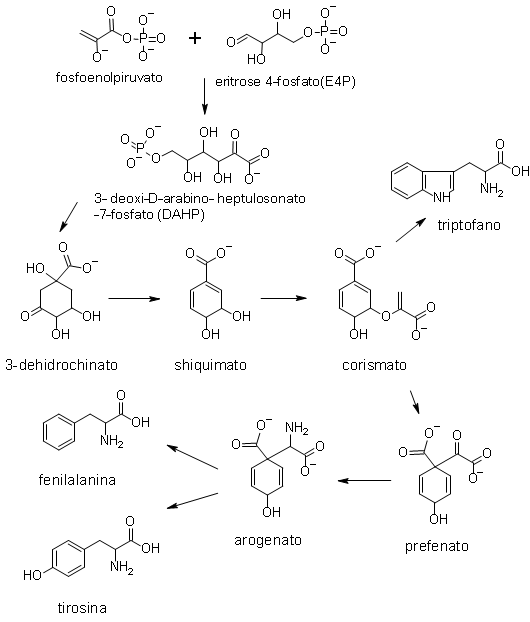
rota do chiquimato

A via do xikimato (via do ácido chiquímico) é uma rota metabólica de sete passos usada por bactérias, fungos, algas, parasitas e plantas para a biossíntese de aminoácidos aromáticos (fenilalanina, tirosina e triptofano). Essa via não é encontrada em animais, de forma que seus produtos representam aminoácidos essenciais que têm de ser obtidos através da dieta dos animais. 